# Миколай Тромба

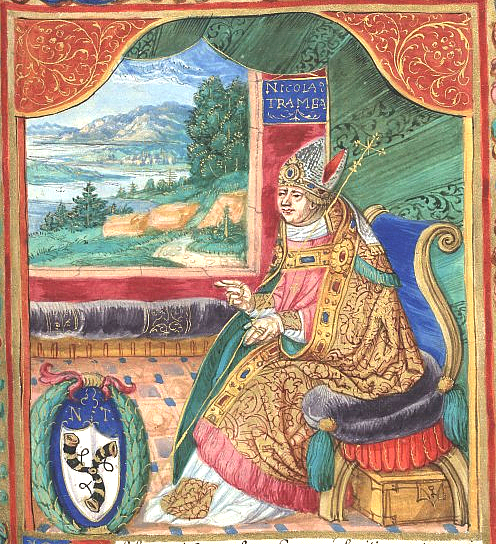

Миколай Тромба (бл. 1358 — 4 грудня 1422) — релігійний, державно-політичний діяч, галицький архієпископ РКЦ. Перший примас Польщі.

## Життєпис
Правдоподібно, народився в Сандомирі близько 1358 року. Син ксьондза Якуба — сандомирського офіціяла, схоластика та, ймовірно, Ельжбєти. Матір вийшла заміж за шляхтича Вільгельма гербу Труби — солтиса з Окаліни. Прийняв герб вітчима як його правний син, вживав власний арцибіскупський за актом Городельської унії 1413. За часів короля Ягайла сприяв наданню вітчиму посади радника королівських маєтків Сандомирської, Краківської земель.
Підписувався «з Сандомиру», так його називали акти Папської курії. Також мав прізвисько «Сворч» (Шварц — себто Чорний); хроніка Ульрика Рейхенталя називала його «de Wienaary» (пол. Winiary). Посідав за наданням короля село Ґожкув, тому писали «з Ґожкува». Через значну кількість тезок-сучасників, йому помилково приписували маєтки, титули. Про молоді роки мало відомостей, навчався не тільки в катедральній школі. Пічля прибуття Ягайла до Польщі став його сповідником. В 1387 король доручив йому їхати до Риму повідомити про хрещення Литви, своє одруження; дорогою у Відні мав розмовляти з Габсбургами щодо відшкодувань за зірвані заручини з Вільгельмом ракуським. Був ними увязнений, просидів близько 3-х років. В 1390 перебував у Кракові, король знову вислав його до Риму, може, м. ін. в справі відновлення університету. В січні 1391 «лат. Nicolaus de Sandomiria, clericus perpetuus» отримав від Папи документ, який дозволяв отримувати важливі посади. До березня 1400 був: каноніком (краківським, сандомирським, храму Св. Єжи на Вавелі, колегіати Св. Якуба в Ґлушині), пробощом (Нове Място Корчин), вівтаристом катедри Кракова. В 1400 підписав — як королівський нотаріус — акт відновлення Краківського університету.
23 серпня 1401 Папа Боніфацій IX дав йому дозвіл використовувати власний переносний вівтар через виїзди з королем на «землі схизматиків». В 1403 став підканцлером коронним, в 1407 каноніком ґнєзненським. 1410 року король висунув його кандидатуру на посаду Галицького арцибіскупа РКЦ. В часи Ґрюнвальду входив до королівської ради. Брав участь в перемовинах короля із Сігізмундом Люксембурзьким в Любовлі (березень 1412). Всупереч Ґнєзненській капітулі РКЦ був призначений арцибіскупом, 7 вересня 1412 урочисто обійняв посаду. Невдовзі у Перемишлі був полюбовним суддею суперечки між Львовом та львівським пробощом РКЦ. Вирок від 8 листопада 1412 загасив суперечку, сприяв перенесенню резиденції з Галича до Львова.
Сприяв авдієнції митрополита Григорія Цамблака в Папи. Вимагав кари за пасквілі на короля, поляків наймита тевтонців Яна Фалькенберга.
Відмовлявся вінчати короля Ягайла та Ельжбету Ґрановську, обряд провів Ян Жешовський.
Востаннє згаданий в джерелах на з'їзді в Любиці під Кежмарком (грудень 1422), помер тут 4 грудня. Тіло було перевезене до Ґнєзна каліським каштеляном Янушем з Тулішкова, було поховане в головній наві катедри перед гробом Св. Войцеха 22 грудня.